# Doug Hutchison
Douglas Anthony Doug Hutchison (26 de mayo de 1960) es un actor estadounidense, conocido por sus papeles en The Green Mile, como el oficial Percy Wetmore, Eugene Víctore Tooms en The X-Files, como Horace Goospeed en Lost y como Davros en la serie televisiva 24. Es dueño de la productora Dark Water Inc.

## Primeros años
Hutchison nació en Dover, Delaware, hijo de Ashley y Richard Hutchison. Pasó la mayoría de su niñez en Detroit, Míchigan, Minneapolis y Minnesota. Tiene un hermano menor llamado Erik. Años más tarde, se mudó a Nueva York, donde asistió a la Escuela Juilliard. Allí, estudió con el actor Sandy Meisner durante dos años. Hutchison se vio obligado a ganarse la vida en diversos trabajos, incluyendo vestirse como una tarjeta de Citibank mientras entregaba publicidad en Times Square. Desde 2011 y hasta 2017 estuvo casado con la actriz y cantante Courtney Stodden, 34 años más joven que él.

## Filmografía

### Cine y televisión
| Año       | Título                            | Papel                          | Notas |
| --------- | --------------------------------- | ------------------------------ | --- |
| 1988      | Fresh Horses                      | Sproles                        | |
| 1988      | The Chocolate War                 | Obie Jameson                   | |
| 1992      | The Lawnmower Man                 |                                | Papel menor |
| 1993–1994 | The X-Files                       | Eugene Victor Tooms            | Serie de televisión; episodios: "Squeeze" y "Tooms" |
| 1995      | Space: Above and Beyond           | Elroy-El                       | Serie de televisión; papel recurrente |
| 1996      | A Time To Kill                    | James Louis 'Pete' Willard     | |
| 1996      | Love Always                       | James                          | |
| 1997      | Con Air                           | Donald                         | |
| 1999      | The Green Mile                    | Percy Wetmore                  | |
| 2000      | Shaft                             | Portero del avión              | |
| 2000      | Bait                              | Bristol                        | |
| 2001      | I Am Sam                          | Ifty                           | |
| 2002      | The Salton Sea                    | Gus Morgan                     | |
| 2002      | CSI: Crime Scene Investigation    | Nigel Crane                    | Serie de televisión; episodio: "Stalker" |
| 2002      | No Good Deed                      | Hoop                           | |
| 2004      | CSI: Miami                        | Dale Stahl                     | Serie de televisión; episodio: "Slow Burn" |
| 2004      | Law & Order: Special Victims Unit | Humphrey Becker                | Serie de televisión; episodio: "Scavenger" |
| 2006–2007 | Kidnapped                         | Schroeder / James Devere       | Serie de televisión; episodios: "Pilot", "Special Delivery", "Sorry, Wrong Number", "Number One with a Bullet", "Burn, Baby, Burn", "My Heart Belongs to Daddy", "Front Page" y "Mutiny" |
| 2007–2009 | Moola                             | J.T. Montgomery                | |
| 2007–2009 | Lost                              | Horace Goodspeed               | Serie de televisión; episodios: "The Man Behind the Curtain", "Cabin Fever", "LaFleur", "He's Our You", "Whatever Happened, Happened", "Some Like It Hoth", "Follow the Leader"          |
| 2008      | The Burrowers                     | Henry Victor                   | |
| 2008      | Punisher: War Zone                | James Russeti / Looney Bin Jim | |
| 2008      | Days of Wrath                     | Vadim                          | |
| 2009      | Give 'em Hell, Malone             | Matchstick                     | |
| 2010      | 24                                | Davros                         | Serie de televisión, 4 episodios |
| 2011      | Lie to Me                         | Lane Bradley                   | Serie de televisión; episodio: "Gone" |